# 커보시 엔드레
커보시 엔드레(헝가리어: Kabos Endre, 1906년 11월 5일 ~ 1944년 11월 4일)는 헝가리의 펜싱 선수로, 사브르 종목에서 활약하였다.
너지바러드에서 태어난 커보시는 1930년 유럽 선수권 대회에서 개인 종목 은메달을 따면서 자신의 첫 메달을 획득하였으며, 1938년 슬로바키아 선수권 대회에서는 그 종목의 금메달을 획득하였다.
해마다 열리는 이 경연들에서 다수의 개인전과 단체전 금메달 획득에 이어, 1932년과 1936년 하계 올림픽에서 총 4개의 메달을 획득하였다 - 3개의 금메달(개인 사브르(1932), 단체 사브르(1932, 1936))과 1개의 동메달(개인 사브르(1932)).
유대인으로 제2차 세계 대전 중에 최소한 5달 동안에 강제수용소에 가두어졌다가, 헝가리 지하 조직과 싸우기 위하여 탈출하였다. 보고에 의하면, 머르기트 다리를 방어하면서 사망했다고 한다.
1986년에는 국제 유대인 스포츠 명예의 전당에 헌액되었다.